# Elijah Harkless
Elijah Harkless (San Bernardino, 3 de fevereiro de 2000) é um jogador norte-americano de basquete profissional que atualmente joga no Utah Jazz da National Basketball Association (NBA) e no Salt Lake City Stars da G-League.
Ele jogou basquete universitário pela Universidade do Estado da Califórnia em Northridge, Universidade de Oklahoma e Universidade de Nevada (Las Vegas).

## Carreira no ensino médio
Harkless estudou na Etiwanda High School em Rancho Cucamonga, Califórnia, levando seu time a um recorde de 30-4 em seu último ano, com médias de mais de 10 pontos e cinco assistências.

## Carreira universitária
Harkless inicialmente frequentou a Universidade do Estado da Califórnia em Northridge, onde jogou em 51 jogos em duas temporadas e teve médias de 8,1 pontos, 4,5 rebotes, 2,6 assistências e 1,4 roubos de bola em 23,6 minutos e, em seu segundo ano, tornou-se o primeiro jogador da CSUN a registrar um triplo-duplo e o primeiro jogador desde 2005 a obter 54 roubos de bola em uma única temporada.
Em sua terceira temporada, Harkless se transferiu para a Universidade de Oklahoma, onde jogou 49 jogos em duas temporadas e teve médias de 9,1 pontos, 4,7 rebotes, 2,0 assistências e 1,6 roubos de bola em 28,8 minutos.
Em sua última temporada, Harkless foi transferido para a UNLV, onde foi titular em todos os 32 jogos e teve médias de 19,1 pontos, 5,1 rebotes, 3,4 assistências e 1,6 roubos de bola em 31,0 minutos, liderando seu time em pontos com 611, rebotes com 163 e assistências com 108.

## Carreira profissional

### Ontário Clippers (2023–2024)
Depois de não ser selecionado no draft da NBA de 2023, Harkless se juntou ao Ontario Clippers da G-League em 30 de outubro de 2023. Ele jogou 20 jogos e teve médias de 11,6 pontos, 3,9 rebotes, 3,2 assistências e 1,0 roubos de bola em 22,6 minutos, com aproveitamento de 47,5% nos arremessos de quadra.

### Saskatchewan Rattlers (2024)
Em 25 de abril de 2024, Harkless assinou com o Saskatchewan Rattlers da Canadian Elite Basketball League, onde teve médias de 11,4 pontos, 3,7 rebotes, 2,9 assistências e 1,0 roubos de bola em 20,7 minutos. Em 25 de julho, ele foi dispensado pelos Rattlers.

### San Diego Clippers (2024)
Depois de se juntar a eles para a Summer League de 2024, em 4 de setembro de 2024, Harkless assinou com o Los Angeles Clippers. No entanto, ele foi dispensado em 26 de setembro e recontratado em 9 de outubro. Ele foi dispensado mais uma vez em 19 de outubro. Em 28 de outubro, ele se juntou ao San Diego Clippers.

### Utah Jazz / Salt Lake City Stars (2025–Presente)
Em 1º de janeiro de 2025, Harkless assinou um contrato de duas vias com o Utah Jazz e seu afiliado da G-League, Salt Lake City Stars.

## Estatísticas da carreira

### Universidade
| Ano      | Equipe               | PJ  | PT | MPJ  | AP   | 3P   | LL   | RT  | AS  | BR  | TO  | PPJ  |
| -------- | -------------------- | --- | -- | ---- | ---- | ---- | ---- | --- | --- | --- | --- | ---- |
| 2018-19  | Cal State Northridge | 18  | 2  | 14.3 | .417 | .333 | .509 | 2.5 | 2.1 | 0.9 | 0.1 | 3.9  |
| 2019-20  | Cal State Northridge | 32  | 23 | 29.5 | .455 | .360 | .697 | 5.8 | 2.9 | 1.7 | 0.4 | 10.7 |
| 2020-21  | Oklahoma             | 23  | 17 | 28.7 | .422 | .321 | .635 | 5.4 | 2.3 | 1.9 | 0.3 | 8.1  |
| 2021-22  | Oklahoma             | 26  | 23 | 29.0 | .423 | .323 | .638 | 4.1 | 1.7 | 1.3 | 0.2 | 10.0 |
| 2022-23  | UNLV                 | 32  | 32 | 30.9 | .414 | .286 | .778 | 5.1 | 3.4 | 1.6 | 0.2 | 19.1 |
| Carreira | Carreira             | 131 | 97 | 26.4 | .426 | .324 | .651 | 4.5 | 2.4 | 1.4 | .2  | 10.3 |

## Links externos
- Biografia do Cal State Northridge Matadors
- Biografia do Oklahoma Sooners
- Biografia do UNLV Runnin' Rebels